# Rezervația naturală Flămînda
Flămînda este o rezervație naturală silvică în fostul raion Vulcănești, actualmente raionul Cahul, Republica Moldova. Este amplasată în ocolul silvic Vulcănești, Flămînda, parcela 14, subparcela 3; parcela 15, subparcela 4; parcela 22, subparcelele 9, 12; parcela 24, subparcelele 2, 7; parcela 26, subparcelele 6, 9; parcela 28, subparcela 3; parcela 32, subparcela 5. Are o suprafață de 71 ha. Obiectul este administrat de Gospodăria Silvică de Stat Cahul.